# Union J (álbum)
Union J es el álbum debut homónimo de la boy band británica Union J. Salió a la venta el 28 de octubre de 2013. Después de terminar cuartos en la novena temporada de The X Factor, comenzaron a grabar el álbum a principios de 2013. «Carry You» fue lanzado como sencillo debut en junio de 2013 y alcanzó el número seis en el Reino Unido. En septiembre de 2013 la banda reveló su segundo sencillo «Beautiful Life» que fue lanzado el 21 de octubre, una semana antes del lanzamiento de su álbum debut.
Ellos se embarcaran en su primera gira nacional entre diciembre de 2013 y enero de 2014 aproximadamente.

## Antecedentes y producción
Durante una actuación en Cardiff el 15 de diciembre de 2012, la banda anunció que había firmado un contrato discográfico con Sony Music
. El 14 de enero, se anunció que la banda estaba en Londres grabando su primer sencillo ese día
, anunciaron la noticia de la grabación de su primer sencillo a través de Twitter, «Grabación de nuestro primer single el lunes, así que lo siento Belfast tendremos que cambiar la fecha del concierto». El 5 de junio de 2013 el grupo reveló que su primer álbum estaba casi terminado y que estaban esperando para lanzar el álbum en octubre
. El grupo más tarde describió su álbum como música pop, pero hay algunas cosas que la gente no esperaría, algunas vibraciones de verano, música de baile, algunas baladas y un ambiente californiano, El 4 de septiembre de 2013 Union J anunció que el álbum sería homónimo y también reveló la fecha de publicación.

## Promoción
Union J interpretó «Carry You»  por primera vez en vivo en Futurehits 2013. También se presentaron en Britain's Got Talent el 30 de mayo de 2013, cantaron en el Summertime Ball de Capital FM en el estadio Wembley Arena el 9 de junio de 2013 y en Chester Rocks 2013 el 15 de junio.
En agosto se anunció que el grupo abriría los conciertos de Selena Gomez en Stars Dance Tour en Lisboa (Portugal). La canción «Beethoven» se realizó por primera vez durante su concierto de apertura en Lisboa. La versión acústica de «Beethoven» fue subido a la cuenta oficial de Union J en You Tube
El 25 de octubre el audio entero del álbum fue subido a su cuenta personal de YouTube

## Sencillos
El 8 de abril el grupo confirmó el título y el lanzamiento de su sencillo debut «Carry You», esto fue seguido por la presentación de la portada que lo acompaña que también debutó el logotipo de la banda, sonó por primera vez en radio el 22 de abril de 2013. El 30 de marzo de 2013, la banda anuncio a través de su cuenta oficial de Twitter que el video musical para el sencillo había sido filmado. El 16 de abril  el Daily Mail publicó las fotos del grupo grabando su primer video musical, un adelanto del video fue subido a la cuenta de Vevo del grupo el 26 de abril y el video completo se estrenó por TV capital el 29 de abril. El sencillo alcanzó el número seis en el UK Singles Chart.
El 3 de septiembre de 2013, el grupo anunció que su siguiente sencillo se llamaría «Beautiful Life» y que sería lanzado el 21 de octubre de 2013. El audio se estrenó el 9 de septiembre de 2013. Se grabó un video musical y fue subido a la cuenta oficial de Vevo el 16 de septiembre de 2013

## Lista de canciones
Edición Estándar de Union J
| N.º | Título                                  | Escritor(es)                                                     | Duración |  |
| 1.  | «Carry You»                             | Steve Mac, Claude Kelly                                          | 3:07     |  |
| 2.  | «Beautiful Life»                        | Jon Maguire, Jon Lilygreen, Jo Perry, Jo Lawrence, Blair Dreelan | 4:03     |  |
| 3.  | «Loving You is Easy»                    | Mac, Wayne Hector, Jason Derulo                                  | 3:11     |  |
| 4.  | «Last Goodbye»                          | Simon Katz, Samuel Martin, Matt Squire                           | 3:39     |  |
| 5.  | «Beethoven»                             | Mac, Lindy Robbins, Iain James                                   | 2:55     |  |
| 6.  | «Head in the Clouds»                    | Mac, August Rigo                                                 | 3:16     |  |
| 7.  | «Where Are You Now»                     | Mac, Robbins, Hector                                             | 4:00     |  |
| 8.  | «Save the Last Dance»                   | Mac, Robbins, Hector                                             | 3:44     |  |
| 9.  | «Amaze Me»                              | Mac, Karen Poole                                                 | 3:53     |  |
| 10. | «Skyscraper»                            | Robbins, Toby Gad, Kerli Kõiv                                    | 3:35     |  |
| 11. | «Carry You (versión acústica)»          | Mac, Kelly                                                       | 3:24     |  |
| 12. | «Head in the Clouds (versión acústica)» | Mac, Rigo                                                        | 2:48     |  |
| 13. | «Where Are You Now (versión acústica)»  | Mac, Robbins, Hector                                             | 4:03     |  |
| 14. | «Lucky Ones»                            | Mac, Hector, Ed Drewett, Ross Golan                              | 3:19     |  |

## Posicionamiento en listas
| Listas Semanales        | Posición |
| ----------------------- | -------- |
| Portuguese Albums Chart | 25       |
| Irish Albums Chart      | 8        |
| Scottish Albums Char    | 5        |
| UK Albums Chart         | 6        |

## Lanzamiento
| País        | Fecha                 | Formato              | Edición           |
| ----------- | --------------------- | -------------------- | ----------------- |
| Reino Unido | 28 de octubre de 2013 | CD, Descarga digital | Estándar, de lujo |